# Пэлэрия
Пэлэрия (рум. Pălăria) — село в Сынжерейском районе Молдавии. Наряду с селами Цамбула и Октябрьское входит в состав коммуны Цамбула.

## География
Село расположено на высоте 121 метров над уровнем моря.

## Население
По данным переписи населения 2004 года, в селе Пэлэрия проживает 82 человека (39 мужчин, 43 женщины).
Этнический состав села:
| Национальность | Число жителей | Процентный состав |
| -------------- | ------------- | ----------------- |
| украинцы       | 54            | 65.85             |
| молдаване      | 18            | 21.95             |
| русские        | 7             | 8.54              |
| поляки         | 1             | 1.22              |
| гагаузы        | 1             | 1.22              |
| прочие         | 1             | 1.22              |
| Всего          | 82            | 100%              |